# Tusitala hirsuta
Tusitala hirsuta är en spindelart som beskrevs av George William Peckham och Elizabeth Maria Gifford Peckham 1902. Tusitala hirsuta ingår i släktet Tusitala och familjen hoppspindlar. Inga underarter finns listade i Catalogue of Life.